# Protolipterna
Protolipterna is een geslacht van uitgestorven hoefdieren uit de Protolipternidae van de Litopterna. Dit dier leefde tijdens het Eoceen in Zuid-Amerika. Het geslacht omvat als enige soort P. ellipsodontoides. 

## Voorkomen
Fossielen van Protolipterna zijn gevonden in het Itaboraí-bekken in Brazilië. De vondsten dateren uit het Vroeg-Eoceen en zijn 53 tot 50 miljoen jaar oud. Het holotype is een onderkaak met diverse tanden. In totaal zijn meer dan vierhonderd specimen bekend van Protolipterna, waaronder boven- en onderkaken, tanden en beenderen van de enkel en de voet.

## Kenmerken
Protolipterna was een klein hoefdier met een geschatte lengte van 25 tot 35 centimeter en een gewicht van 500 tot 1500 gram. Het formaat is daarmee te vergelijken met dan van een hedendaagse kleine kantjil. Protolipterna was een teenganger en kon snel rennen. Het was een knabbelaar die zich met name voedde met bladeren, twijgen en knoppen. Naast tanden die waren aangepast voor het herbivore voedingspatroon, had Protolipterna ook lange, gekromde, slagtandachtige hoektanden.